# Parque Estadual da Serra do Ouro Branco
O Parque Estadual Serra do Ouro Branco é uma área de preservação ambiental, de utilidade pública e de interesse social, com 7.520 hectares, situada nos municípios de Ouro Branco e Ouro Preto, em Minas Gerais. Criado através do Decreto Lei nº 45.180 em 21/09/2009, pelo governo de Minas Gerais, é administrado pelo Instituto Estadual de Florestas.

## Características
O PESOB faz parte da cadeia montanhosa da Serra do Espinhaço, considerada como marco inicial da porção sul. Sua formação, assim como a região do Quadrilátero Ferrífero, representa um bloco de estruturas geológicas do Pré-Cambriano, no qual quartzitos e itabiritos formam cristas que correspondem ao alinhamento da serra. Assim, predominam sequências de coberturas sedimentares e vulcanossedimentares proterozóicas, além de seu solo ser em sua maioria do tipo arenoso oriundo de rochas quartzíticas. A região é rica em recursos minerais significativos, destacando-se principalmente pela presença de depósitos de ferro, manganês, topázio, argila e dolomito. Esses recursos despertam o interesse de várias empresas de mineração.
A Serra do Ouro Branco desempenha o papel de separação natural entre as bacias hidrográficas dos rios Doce e São Francisco. A bacia do Rio Doce é predominantemente caracterizada pelos córregos do Charco, do Garcia, da Água Limpa e do Veríssimo, cujas águas convergem para a represa de Tabuão. Essa represa é reconhecida como a principal fonte de captação de água pela Companhia de Saneamento de Minas Gerais (COPASA) para o fornecimento de água à cidade de Ouro Branco.
O solo vegetal é formado por campos rupestres, matas de galeria ao longo dos cursos de água e bosques, juntamente com significativas áreas remanescentes de floresta atlântica, manifestadas pela característica da floresta estacional semidecidual. A diversidade e variabilidade da vegetação na localidade são notáveis, com um nível de endemismo que figura entre os mais elevados de toda a extensão da cadeia do Espinhaço.
Com uma área aproximada de 7.520 hectares, o Parque é administrado pelo Instituto Estadual de Florestas (IEF), contando com uma equipe composta por Monitores Ambientais, responsáveis por realizar atividades de educação ambiental, administração, elaboração de relatórios, gestão e logística de incêndios, além de Agentes de Parque, encarregados de realizar rondas de monitoramento, acompanhar pesquisadores, combater incêndios e executar outras atividades de campo.

## História
A região da Serra do Ouro Branco, anteriormente habitada por indígenas Carijós, foi desbravada pelos bandeirantes no fim do século XVII. Durante suas expedições, ex-integrantes da Bandeira chefiada por Borba Gato constataram a presença de depósitos de ouro no local e, devido à coloração esmaecida do minério encontrado (decorrente da associação com Paládio), denominaram-no “ouro branco”, nome que foi atribuído à serra e ao povoado que daria início ao atual município de Ouro Branco, onde está localizada a maior porção do Parque.
Iniciado o Ciclo do Ouro no território, a Serra passou a ser comumente conhecida como a “Serra do Deus-te-livre”, uma vez que era transposta pela Estrada Real e constituía um dos piores trechos da travessia. A viagem através da Estrada Real e seus desafios foram descritos por Antonil em sua obra “Roteiro do Caminho Velho”. Algumas ruínas e caminhos datados dessa época estão presentes nas extensões e arredores do Parque até os dias de hoje e são descritas em detalhes pelo documento de diagnóstico presente no Plano de Manejo - Serra do Ouro Branco.
Como consequência do rápido crescimento urbano, populacional e a instalação industrial em suas proximidades, o tombamento estadual da Serra do Ouro Branco foi aprovado pelo Conselho Curador do IEPHA/MG em reuniões dos dias 14 de setembro de 1977 e 1o de março de 1978. Em 7 de novembro de 1978, o Decreto n.° 19.530 regeu o tombamento e a inscrição da Serra de Ouro Branco no Livro de Tombo n.° I — Arqueológico, Etnográfico e Paisagístico.
A criação do PESOB, enquanto Unidade de Conservação, se deu de maneira atípica, visto que a própria população participou ativamente do processo. Após décadas de ações da comunidade que promoviam a conservação da serra, o Parque foi fundado pelo Decreto no 45.180, em 21 de setembro de 2009, pelo governo de Minas Gerais.
Coordenadas geográficas: Latitude: 20°25'51"S a 20°32'11"S Longitude: 43°45'07"W a 43°35'40"W

## Preservação
O Parque Estadual Serra do Ouro Branco é uma unidade de conservação que visa proteger integralmente toda a bio e geodiversidade da região. Entretanto, há uma preocupação crescente com as ameaças e ações que degradam os componentes bióticos e abióticos do local, ocasionadas especialmente por ações antrópicas, gerando o risco de desaparecimento de espécies e desequilíbrio nos ecossistemas.
Conforme mencionado no plano de manejo, os incêndios de grandes proporções que atingem o Parque Estadual da Serra do Ouro Branco constituem uma das principais ameaças à fauna, flora e à biodiversidade local. O último incêndio criminoso de grande impacto ocorreu em 2021 e comprometeu mais de 700 hectares da vegetação, o que equivale a uma área de 7 milhões de metros quadrados. O incêndio florestal é crime ambiental previsto no artigo 41 da Lei 9.605/98 (Lei de Crimes Ambientais), com pena de reclusão de 2 a 4 anos e multa. Segundo a secretária de Meio Ambiente de Minas Gerais (2023), Marília Melo, grande parte dos incêndios florestais, em torno de 95 a 98%, ocorrem por causa humana.
Verifica-se também atividades ilegais de degradação dos ecossistemas naturais dentro da unidade de conservação, como a presença de animais domésticos e a retirada de madeira, em especial a candeia e outros recursos naturais como orquídeas e areia de rio. Soma-se a isso a existência de focos de erosão acelerada que colocam em risco as comunidades bióticas e os recursos hídricos. Os abundantes e significativos vestígios e estruturas arqueológicas do período histórico encontram-se em grande parte abandonados e em processo de gradual deterioração. Outro problema relacionado diretamente com a perda da biodiversidade é a frota e volume de veículos da MG-129 incompatível com a proposta de Estrada Parque. Ademais, o perímetro urbano de Ouro Branco e Itatiaia tende a ser ampliado em direção ao Parque Estadual da Serra do Ouro Branco, devido às pressões causadas pela aproximação da malha urbana, exigindo antecipação do planejamento e ações de controle.
Nota-se ainda o potencial minerário da região onde o Parque Estadual da Serra do Ouro Branco está localizado, sendo esta atividade a principal fonte de receita dos municípios próximos, de indústria extrativista e de transformação. Diante disso, cresce a pressão sobre o Parque para que novas pesquisas, prospecções e lavras sejam abertas em áreas confrontantes à Unidade.
As práticas que causam a perda da biodiversidade, como já ressaltado, estão relacionadas também ao tráfico de veículos nas estradas permitidas dentro do plano de manejo, que favorecem a formação de novas trilhas não autorizadas, o desencadeamento do processo erosivo que, somado à falta de manutenção nas estradas, tem levado à remoção da camada superficial do solo e à perda da biodiversidade. O estudo de tráfego preliminar apontou um crescimento substancial da frota de veículos, principalmente caminhões pesados, na rodovia MG-129, trecho que passa pelo Parque Estadual Serra do Ouro Branco. Somam-se a isso as características de relevo e da via, fazendo com que a percepção de insegurança entre os motoristas aumente, bem como os riscos ao patrimônio natural e construído.
Outra interferência significativa são as espécies invasoras, que são aquelas plantas e animais que estão fora de sua área de distribuição natural e que ameaçam habitats, ecossistemas e a diversidade biológica, causando impactos em ambientes naturais. As plantas exóticas invasoras competem com espécies nativas por espaço ou impedem o crescimento dessas plantas, diminuindo a diversidade de flora e até da fauna da região. Sendo comum a presença de Mamona (Ricinus communis), Leucena (Leucaena leucocephala), Capim-gordura (Melinis minutiflora), Eucalipto (Eucalyptus) e a Braquiária (Brachiaria).
Ainda há o descarte de lixo dentro do Parque, a extração de espécies nativas e o desmatamento, além da coleta de plantas, especialmente Orquídeas (Orchidaceae) e a Arnica-brasileira (Lychnophora ericoides), são fatores que atuam como agentes desencadeadores dessa degradação, trazendo como consequências dessa destruição a desestabilização do ecossistema e a perda de espécies, colocando em ameaça a biodiversidade.
Logo, as atividades que representam ameaças significativas à biodiversidade do Campo Rupestre e à prestação de serviços ecossistêmicos são numerosas e são exemplificadas pelo mau planejamento da construção de estradas e do crescimento urbano, mineração descontrolada, mineração artesanal e ecoturismo, arborização com árvores exóticas (por exemplo, eucaliptos), ocupação não planejada e turismo, pastoreio excessivo de gado, exploração excessiva de espécies ornamentais e a falta de governança.
A história de degradação do Campo Rupestre remonta ao início do século XVII com a mineração do ouro, posteriormente de diamantes, gemas e, nas últimas décadas, com a extração de ferro e manganês. A mineração contribuiu para aumentar a riqueza na economia local e também influenciou e moldou os aspectos demográficos, étnicos, culturais, artísticos, sociais e ambientais da região. Entre outras atividades que têm afetado incessantemente a preservação do Campo Rupestre estão o crescimento urbano e o ecoturismo. No seu conjunto, estas atividades têm sido associadas a muitos conflitos ambientais e sociais.
Infelizmente, as áreas protegidas existentes não são grandes o suficiente para proteger a biodiversidade do Campo Rupestre e salvaguardar seus serviços ecossistêmicos. Em 2024, menos de 10% da área total do ecossistema está protegida (cerca de 7.720 km2), o que está muito abaixo da meta de 17% sugerida pela Convenção sobre Diversidade Biológica. Ainda mais preocupante é o fato de muitas destas áreas protegidas não serem acompanhadas de forma eficaz, as chamadas "áreas protegidas de papel". Além disso, algumas destas áreas enfrentam problemas significativos de posse de terra, o que resultou na perturbação dos meios de subsistência e na retaliação por parte das pessoas expropriadas das áreas protegidas. Assim, a atual rede de áreas protegidas é insuficiente para garantir a sustentabilidade do Campo Rupestre. Salvaguardar a biodiversidade e os serviços ecossistêmicos associados ao Campo Rupestre requer o envolvimento imediato de diversos setores da sociedade, incluindo comunidades locais e os povos indígenas, representantes governamentais, gestores de áreas protegidas, empresários, representantes da indústria e comunidade científica.

## Pontos Turísticos
O parque abriga diversos pontos turísticos que atraem visitantes de todo o país.
Em termos geográficos, a Serra de Ouro Branco é uma formação rochosa que se destaca na paisagem regional. Com altitudes superiores a 1.500 metros, marcados por atrativos turísticos como o Mirante do Sofá e o Mirante dos Ets, permitem aos visitantes apreciarem as belezas naturais e as paisagens deslumbrantes. Trilhas estão disponíveis para levar os aventureiros até esses pontos, proporcionando uma experiência única de contemplação da natureza e das vistas incríveis.
No aspecto histórico, o parque conta com vestígios da ocupação humana que remetem ao período colonial. Escavações arqueológicas encontraram ruínas de antigas minas de ouro exploradas pelos colonizadores portugueses, e também trechos de caminhada protagonizados por carregar histórias dos escravizados da época. Essas evidências históricas proporcionam aos visitantes uma imersão na história da região e revelam parte do passado econômico e social do Brasil.
Além das áreas de observação, o parque também possui áreas destinadas a trilhas, como o Circuito do Ribeirão Colônia e o Circuito das Aves. O Circuito das Aves é uma área de trilha localizada na região de recarga da bacia do rio doce, especificamente no Córrego do Veríssimo. Lá, os entusiastas da natureza têm a oportunidade de desfrutar de uma trilha marcada por cachoeiras entre as vegetações com vários pontos interessantes, incluindo oconhecido Poção. Por outro lado, é preciso comentar sobre a degradação ambiental causada pela ação antrópica ao longo das trilhas e outros pontos turísticos.
O Parque Estadual da Serra do Ouro Branco, em Minas Gerais, abrange 1.614 hectares com altitudes entre 1250 e 1568 metros. Oferece vistas panorâmicas, trilhas para os Mirantes do Sofá e dos Ets, preservando ruínas históricas e contando histórias da ocupação colonial. Sua biodiversidade única, entre cerrado e mata atlântica, abriga espécies endêmicas, destacando-se o Circuito das Aves e o famoso Poção no Córrego do Veríssimo para os amantes da natureza.

## Galeria

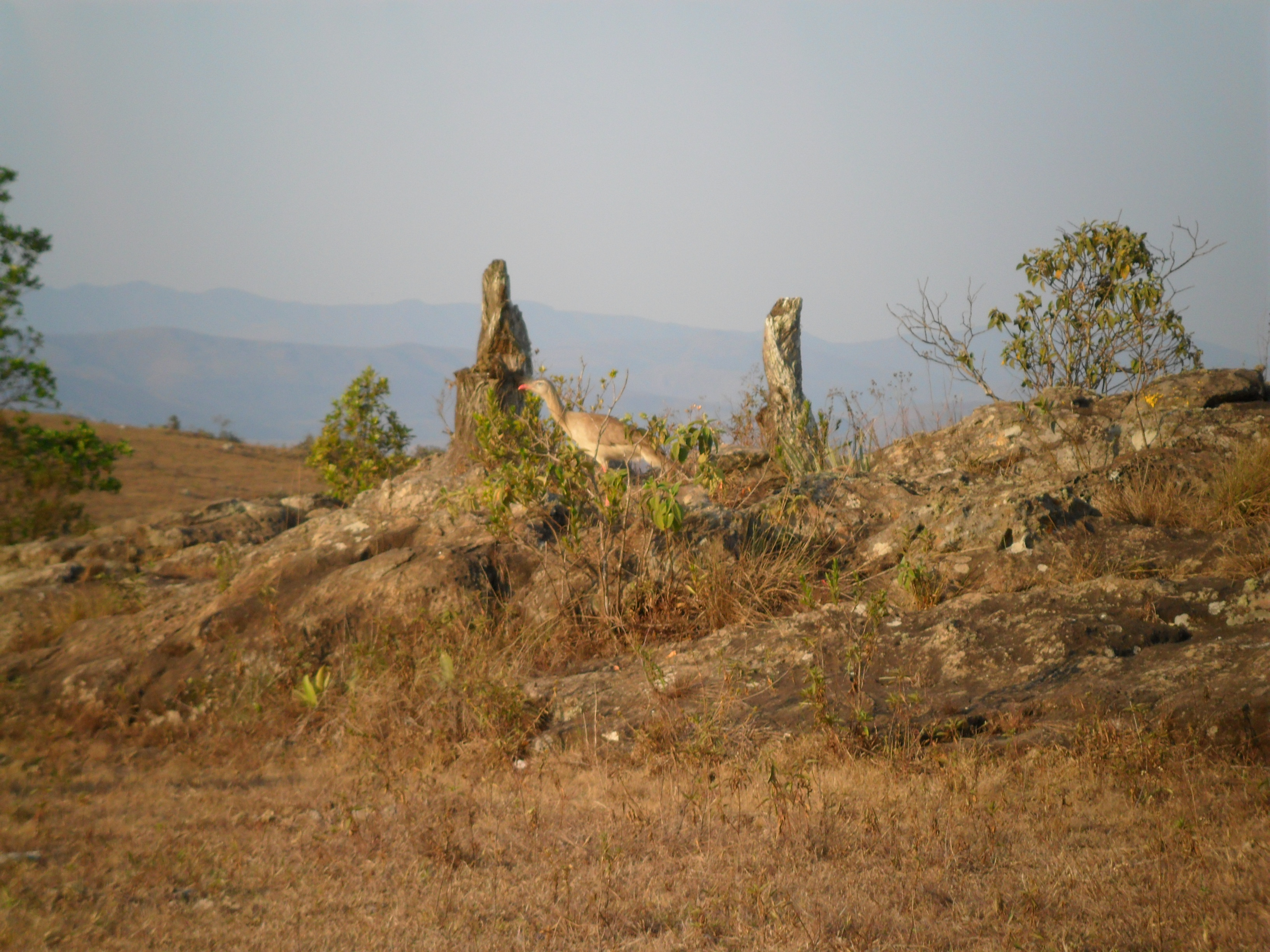
Seriema (Cariama cristata) na Serra de Ouro Branco
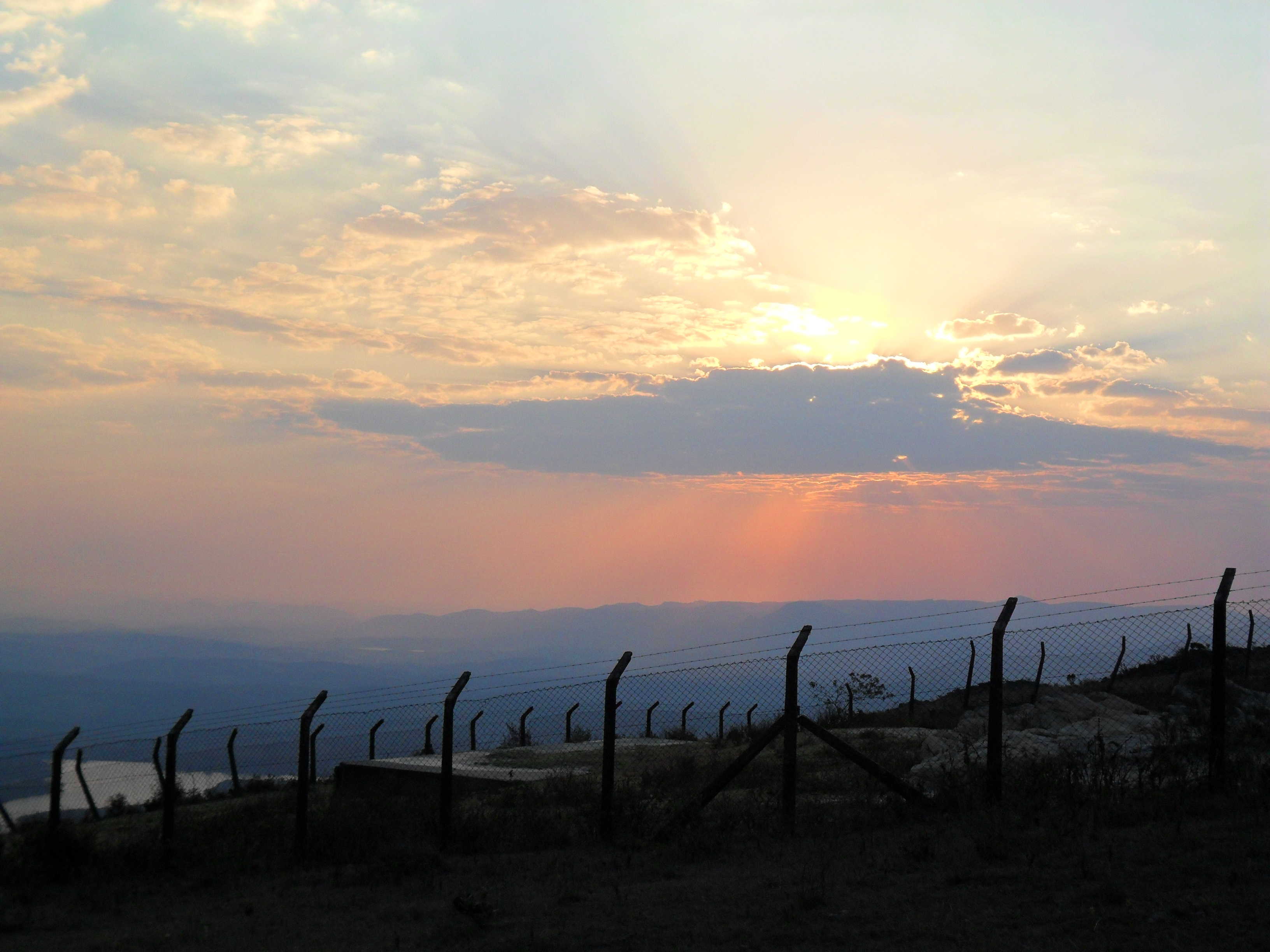
Alto da Serra de Ouro Branco
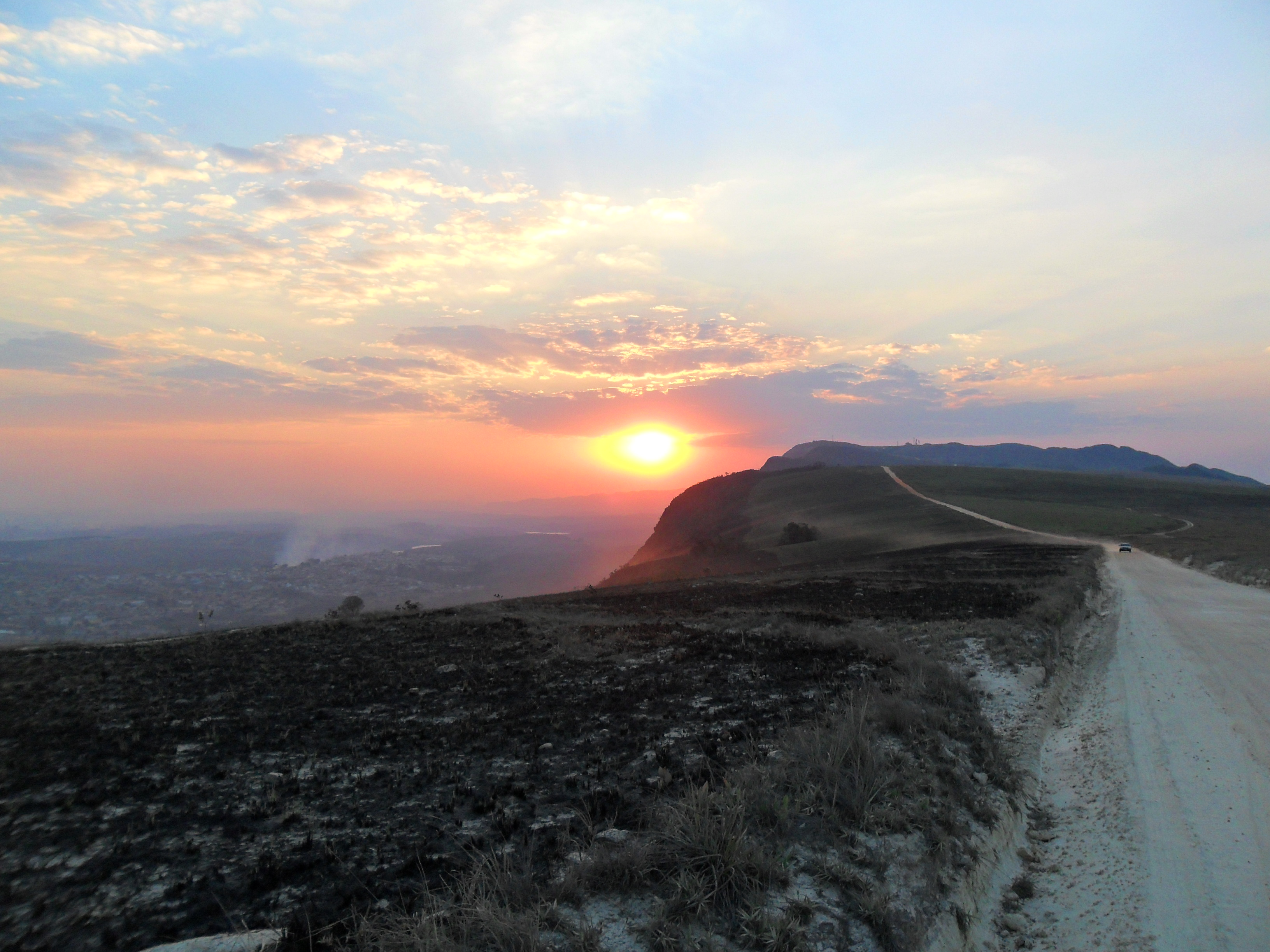
Estrada na Serra de Ouro Branco
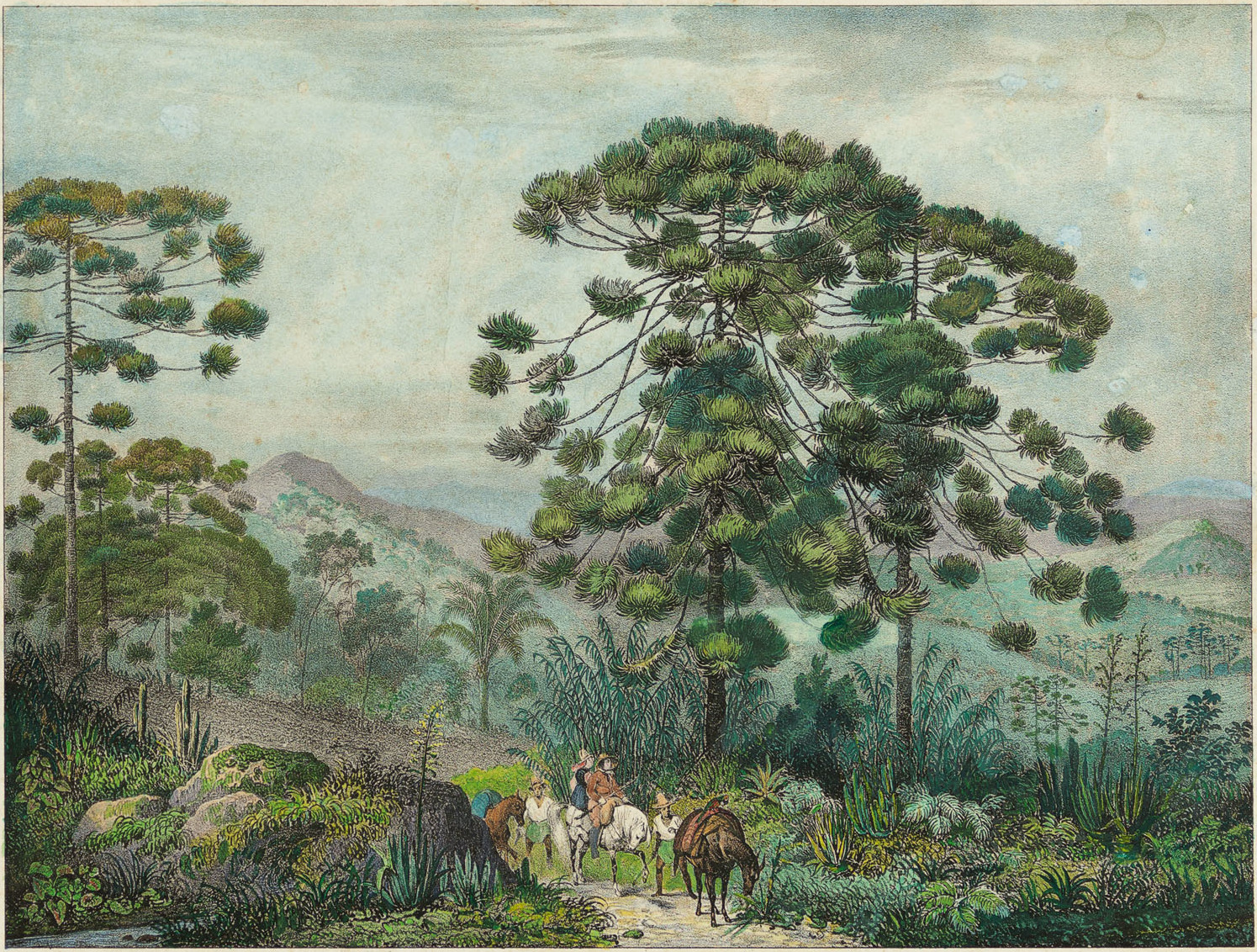
Serra do Ouro Branco na província de Minas Gerais (Johann Moritz Rugendas)